# منتخب الأردن تحت 23 سنة لكرة القدم
المنتخب الأردني الوطني لكرة القدم تحت ال 23 سنة (المعروف أيضا باسم المنتخب الأردني تحت 23 سنة أو الفريق الأولمبي الأردني) وهو يمثل الأردن في مسابقات كرة القدم الدولية وفي الألعاب الأولمبية والألعاب الآسيوية، للاعبين الأقل من 23 عاما (تحت سن 22 و21). يدير المنتخب الاتحاد الأردني لكرة القدم.

## سجلات البطولات

### الألعاب الأولمبية الصيفية
منذ عام 1992 وكرة القدم في دورة الألعاب الاولمبية الصيفية تتغير في بطولة تحت 23 سنة
| الألعاب الأولمبية    | الألعاب الأولمبية | الألعاب الأولمبية | الألعاب الأولمبية | الألعاب الأولمبية | الألعاب الأولمبية | الألعاب الأولمبية | الألعاب الأولمبية | الألعاب الأولمبية |
| البلد المضيق / السنة | النتيجة           | المركز            | GP                | W                 | D                 | L                 | GS                | GA                |
| -------------------- | ----------------- | ----------------- | ----------------- | ----------------- | ----------------- | ----------------- | ----------------- | ----------------- |
| 1992                 | لم يتأهل          | -                 | -                 | -                 | -                 | -                 | -                 | -                 |
| 1996                 | لم يتأهل          | -                 | -                 | -                 | -                 | -                 | -                 | -                 |
| 2000                 | لم يتأهل          | -                 | -                 | -                 | -                 | -                 | -                 | -                 |
| 2004                 | لم يتأهل          | -                 | -                 | -                 | -                 | -                 | -                 | -                 |
| 2008                 | لم يتأهل          | -                 | -                 | -                 | -                 | -                 | -                 | -                 |
| 2012                 | لم يتأهل          | -                 | -                 | -                 | -                 | -                 | -                 | -                 |
| 2016                 | لم يتأهل          | -                 | -                 | -                 | -                 | -                 | -                 | -                 |

### بطولة آسيا
| بطولة آسيا لكرة القدم | بطولة آسيا لكرة القدم | بطولة آسيا لكرة القدم | بطولة آسيا لكرة القدم | بطولة آسيا لكرة القدم | بطولة آسيا لكرة القدم | بطولة آسيا لكرة القدم | بطولة آسيا لكرة القدم | بطولة آسيا لكرة القدم |
| البلد المضيف / السنة  | النتيجة               | المركز                | GP                    | W                     | D                     | L                     | GS                    | GA                    |
| --------------------- | --------------------- | --------------------- | --------------------- | --------------------- | --------------------- | --------------------- | --------------------- | --------------------- |
| 2013                  | المركز الثالث         | 3                     | 6                     | 3                     | 2                     | 1                     | 10                    | 5                     |
| 2016                  | ربع النهائي           | 7                     | 4                     | 1                     | 2                     | 1                     | 3                     | 2                     |
| المجموع               | 2/2                   | المركز الثالث         | 10                    | 4                     | 4                     | 2                     | 13                    | 7                     |

### الألعاب الآسيوية
| دورة الألعاب الآسيوية                   | دورة الألعاب الآسيوية | دورة الألعاب الآسيوية | دورة الألعاب الآسيوية | دورة الألعاب الآسيوية | دورة الألعاب الآسيوية | دورة الألعاب الآسيوية | دورة الألعاب الآسيوية | دورة الألعاب الآسيوية |
| البلد المضيف / السنة                    | النتيجة               | المركز                | GP                    | W                     | D                     | L                     | GF                    | GA                    |
| --------------------------------------- | --------------------- | --------------------- | --------------------- | --------------------- | --------------------- | --------------------- | --------------------- | --------------------- |
| كرة القدم في الألعاب الآسيوية 2002      | لم يتأهل              | -                     | -                     | -                     | -                     | -                     | -                     | -                     |
| كرة القدم في دورة الألعاب الآسيوية 2006 | الجولة 2              | 19                    | 6                     | 1                     | 3                     | 2                     | 15                    | 7                     |
| كرة القدم في دورة الألعاب الآسيوية 2010 | دور المجموعات         | 21                    | 3                     | 0                     | 1                     | 2                     | 0                     | 7                     |
| كرة القدم في الألعاب الآسيوية 2014      | ربع النهائي           | 7                     | 4                     | 3                     | 0                     | 1                     | 5                     | 2                     |
| Total                                   | 3/4                   | 7                     | 13                    | 4                     | 4                     | 5                     | 20                    | 16                    |

### بطولة اتحاد غرب آسيا
| بطولة اتحاد غرب آسيا | بطولة اتحاد غرب آسيا | بطولة اتحاد غرب آسيا | بطولة اتحاد غرب آسيا | بطولة اتحاد غرب آسيا | بطولة اتحاد غرب آسيا | بطولة اتحاد غرب آسيا | بطولة اتحاد غرب آسيا | بطولة اتحاد غرب آسيا |
| البلد المضيف / السنة | النتيجة              | المركز               | GP                   | W                    | D                    | L                    | GS                   | GA                   |
| -------------------- | -------------------- | -------------------- | -------------------- | -------------------- | -------------------- | -------------------- | -------------------- | -------------------- |
| 2015                 | دور المجموعات        | 8                    | 3                    | 1                    | 0                    | 2                    | 4                    | 4                    |
| المجموع              | 1/1                  | 8                    | 3                    | 1                    | 0                    | 2                    | 4                    | 4                    |

### الكؤوس الدولية / البطولات ودية
- 2008 النرويج - بطولة تحت 21 سنة الوطنية للشرق الأوسط (المركز الثاني)
- بطولة فلسطين الدولية 2012 (دور المجموعات)
- بطولة فلسطين الدولية 2014 (المركز الثاني)

## معلومات المنتخب

### مقدمي الخدمات
- جاكو (2006-2009)
- أوهل سبورت (2009-2010)
- أديداس (2010-2012)
- جاكو (2012-2015)
- أديداس (2015-)

### التدريب الحالي والموظفين الفنيين
- العضو المنتدب  وسيم البزور
- المدرب  ايان برونسكيل
- مساعد مدرب  خليل فطافطة
- مدرب حراسة المرمى  خلدون ارشيدات
- مدرب اللياقة البدنية  ديفيد ويلسون
- المدلك  مأمون حرب
- اللوازم الرسمية  محمد العلاونة
- مسؤول الإعلام / المنسق  جمال اللحام

### مدربوا المنتخب
- محمد عوض (1988-1992)
- عيسى الترك (2002-2003)
- نهاد السكر (2006-2007)
- علاء نبيل (2010-2011)
- إسلام ذيابات (من U-22) (2012-2014)
- جمال أبو عابد (2013-2016)
- أحمد عبد القادر (2016)
- ايان برونسكيل (2016-)